# 大河镇 (西乡县)
大河镇，是中华人民共和国陕西省汉中市西乡县下辖的一个乡镇级行政单位。

## 行政区划
大河镇下辖以下地区：
大河村、石马村、南坪村、茶园村、楼房村、炕家坡村、峰垭村、尖洞村、龙池村、窝坝河村、河西村和小溪村。